# Fehér gereben
A fehér gereben (Hydnum albinum) a gerebenfélék családjába tartozó, Európában és Észak-Amerikában elterjedt, lombos és tűlevelű erdőkben élő, ehető gombafaj. 

## Megjelenése
A fehér gereben kalapja 3-8 cm széles, alakja először domború, majd laposan kiterül. Felszíne finoman bársonyos. Színe tejfehér vagy gipszfehér, idősen sárgul.Széle lekerekített, helyenként éles, idősen szabálytalan lehet. 
Húsa puha, törékeny. Színe fehér, nem zónázott. Szaga és íze kellemes, nem jellegzetes. 
Termőrétege tüskés. A sűrűn elhelyezkedő, karcsú tüskék fehéreik, idősen kissé sárgulnak. 
Tönkje 2,5-7 cm magas és 0,6-2 cm vastag. A kalap közepéhez kapcsolódik, tönkje kissé duzzadt. Színe a kalapéval egyezik, nyomásra, sérülésre sárgul, majd barnul. 
Spórapora fehér. Spórája tojásdad vagy majdnem kerek, sima, mérete 4,5-5,3 x 3-4,2 µm.

### Hasonló fajok
A sárga gereben, a sárgásvörös gereben, esetleg a sárga zsemlegomba hasonlíthat hozzá. 

## Elterjedése és termőhelye
Európában és Észak-Amerikában honos. Magyarországon ritka.
Lombos és tűlevelű erdőkben található meg, inkább savanyú talajon. Augusztustól októberig terem. 
Ehető.

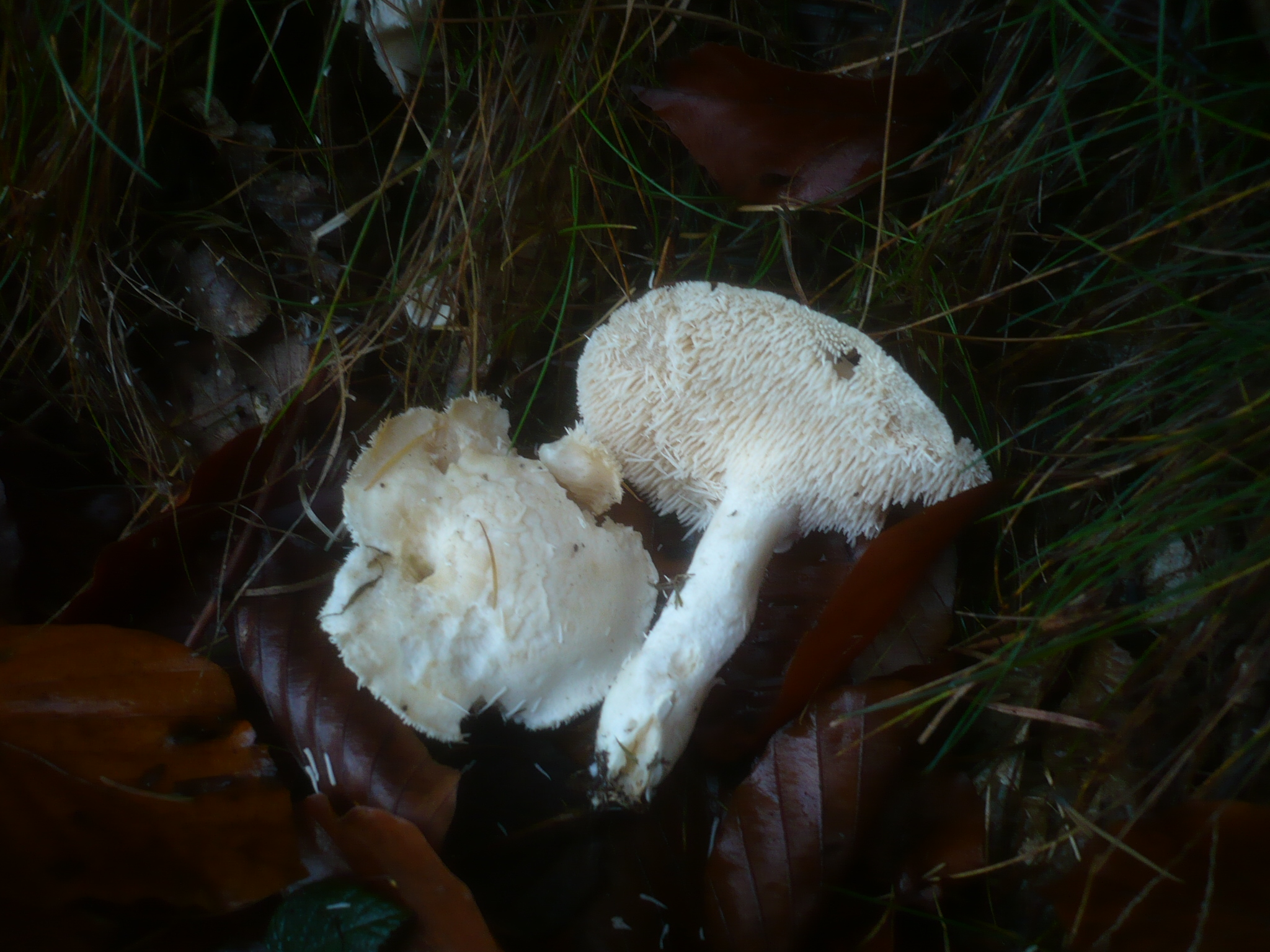
Fehér gereben
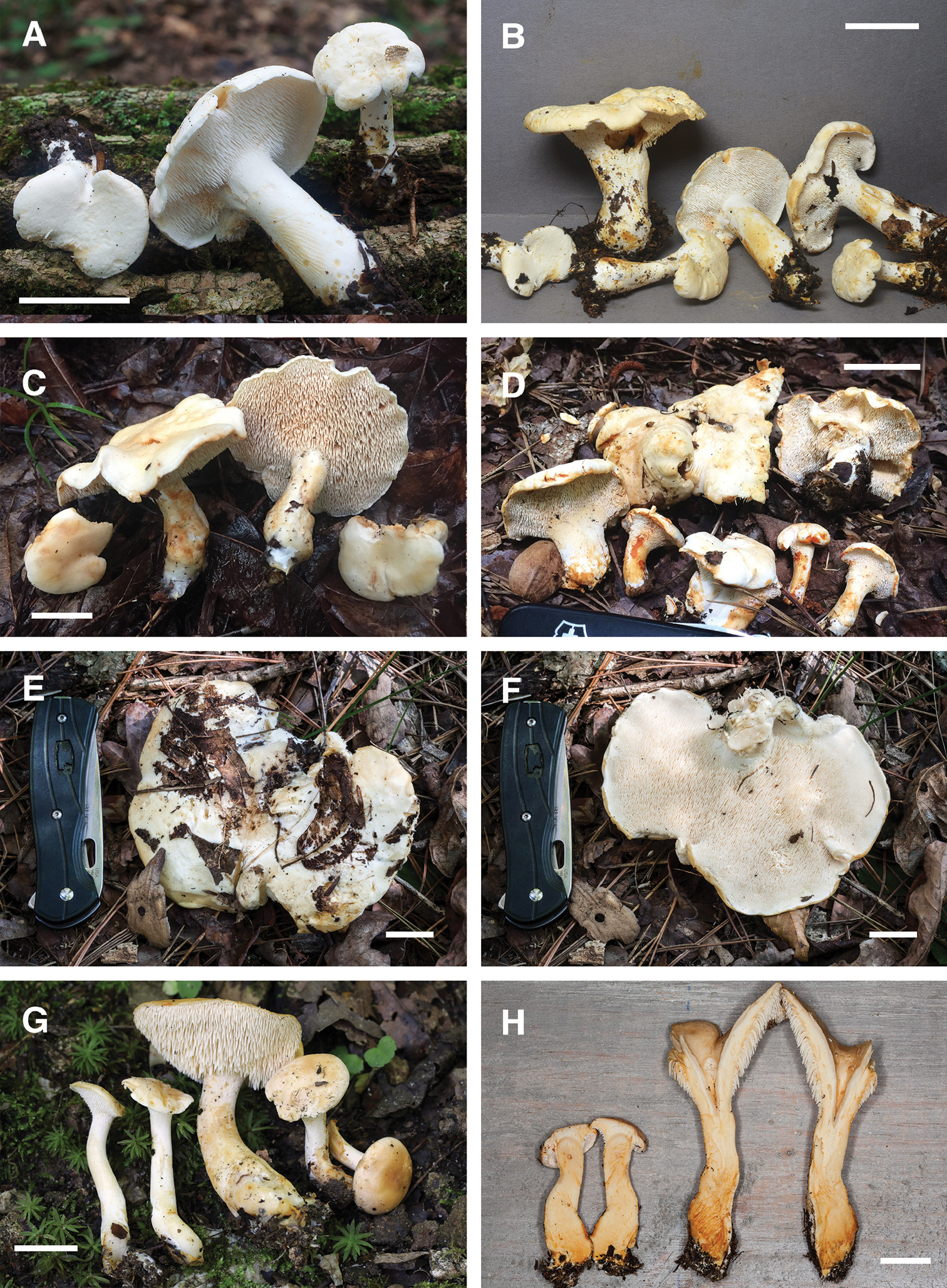
Fehér gereben (A és B)
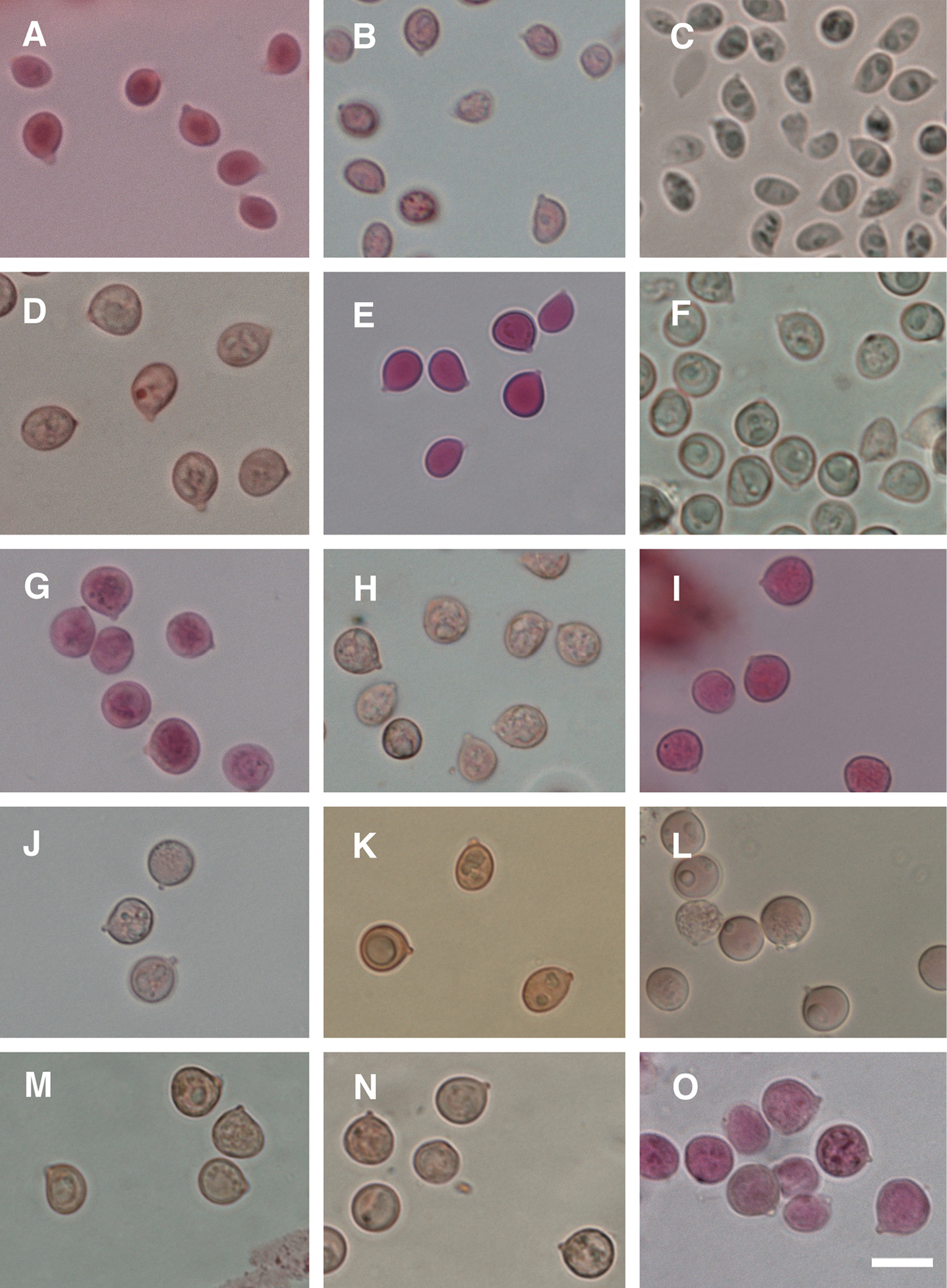
Spórái (A)